# The Kinks
I Kinks sono stati un gruppo musicale rock inglese, formatosi a Londra nel 1963 e attivo fino al 1996; viene considerato uno dei più influenti gruppi della British invasion e i membri sono stati inseriti nella Rock and Roll Hall of Fame nel 1990. La formazione originale era composta da Ray Davies (cantante e chitarrista), suo fratello Dave Davies (chitarrista), Mick Avory (batteria e percussioni) e Pete Quaife (basso); quest'ultimo fu sostituito temporaneamente nel 1966 da John Dalton e poi, definitivamente, nel 1969 sempre da Dalton.
Il gruppo, grazie a brani come You Really Got Me, All Day and All of the Night,  Till the End of the Day o Where Have All the Good Times Gone, viene ritenuto precursore dei generi garage rock, hard-rock ed heavy metal. In particolare il brano You Really Got Me pubblicato nell'agosto 1964 diede vita al concetto moderno di riff chitarristico ed ebbe vasta influenza anche su gruppi contemporanei come ad esempio The Who, il cui chitarrista, Pete Townshend, spiegherà poi che il brano I Can't Explain nacque per cercare di creare qualcosa ispirato al brano dei Kinks e che My Generation nacque grazie all'influenza dei Kinks sul modo di suonare musica rock. Ebbero grande influenza anche su molti gruppi successivi come Van Halen, Clash, Blur, Oasis e altri gruppi brit pop, genere di cui si possono considerare tra i principali ispiratori.
Sono anche da annoverare fra gli ideatori del concept album. Nel 1968 (circa un anno prima del celebre Tommy degli Who) pubblicarono una delle prime opere rock, The Kinks Are the Village Green Preservation Society, e pochi mesi dopo, Arthur (Or the Decline and Fall of the British Empire): tuttavia l'opera non venne mai rappresentata e per una serie di disguidi il disco uscì in ritardo, compromettendo il suo primato. Lo stile di questi album, molto diverso dal garage degli esordi, era orientato verso il vaudeville, il music hall e il pop da camera, una mescolanza che influenzerà il glam rock del decennio successivo. Davies si specializzò nel ritrarre con pungente ironia quadretti di vita quotidiana del suo paese, stigmatizzandone vizi e comportamenti e affrontando spesso argomenti tabù per l'epoca (la Lola della celeberrima canzone, ad esempio, era un travestito incontrato dal protagonista in un sordido locale di Soho "dove ti danno champagne che sembra coca cola"). Il gruppo, inoltre, spesso si presenterà molto critico nei confronti del governo inglese e della società, rendendo così i Kinks tra gli artisti più politicamente esposti del tempo.
Negli anni settanta orienteranno la propria attività musicale e concertistica in funzione soprattutto del mercato americano.
Peter Quaife, sottoposto a dialisi renale da più di dieci anni, è morto il 23 giugno 2010. Ray Davies ha dedicato la sua performance del 27 giugno al festival di Glastonbury in suo onore, spiegando alla folla: «Io non sarei qui oggi se non fosse stato per lui».

## Storia

### Formazione (1962–1963)

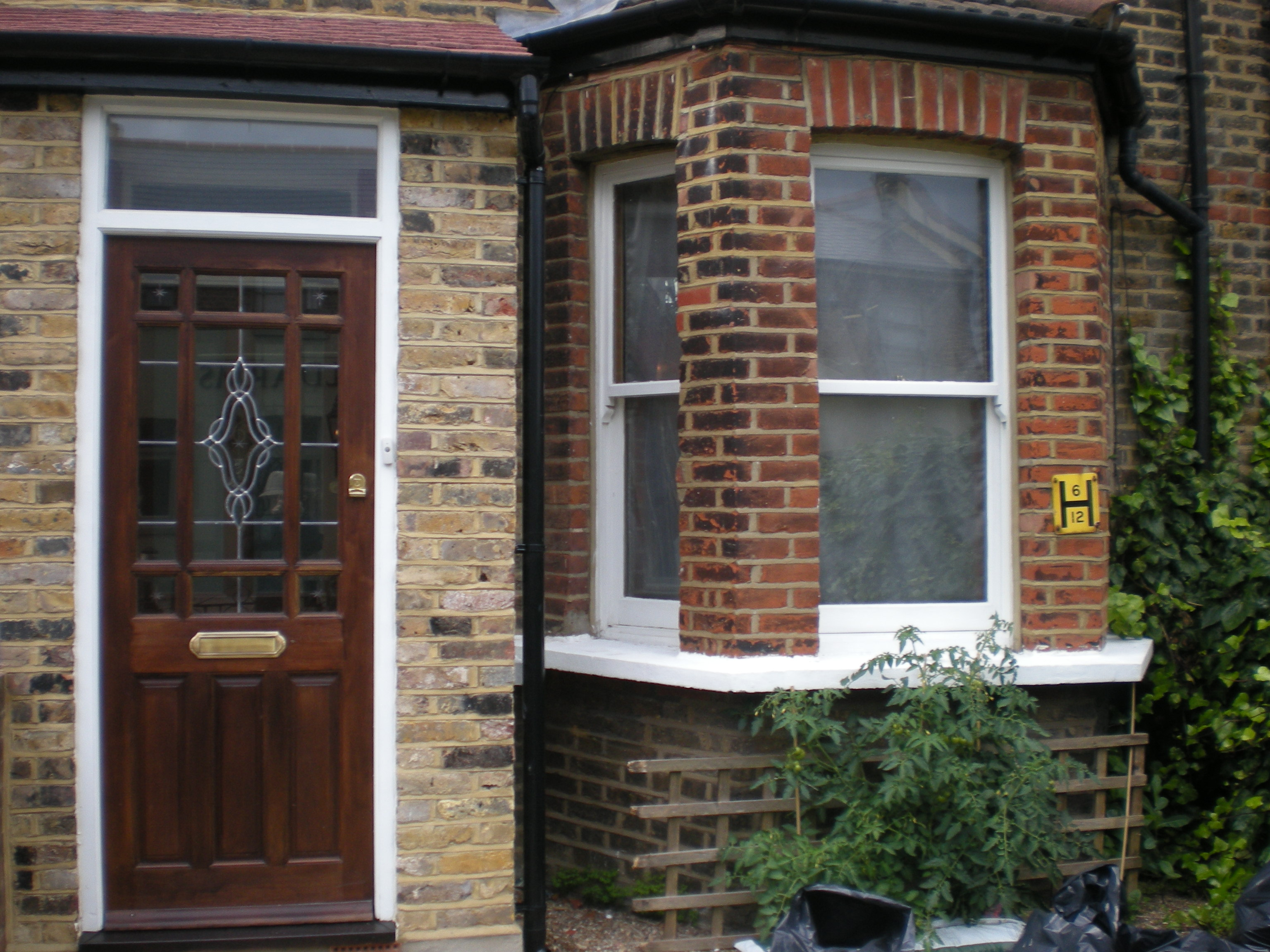
6 Denmark Terrace, la casa d'infanzia dei fratelli Davies.

I fratelli Ray e Dave Davies nacquero nei sobborghi a nord di Londra in Huntingdon Road, East Finchley, unici due bambini maschi degli otto figli della famiglia. I genitori, Frederick e Annie Davies, si trasferirono quasi subito al 6 di Denmark Terrace, Fortis Green, nella periferia di Muswell Hill. In casa i due ragazzi vivevano immersi nella musica, dal music hall della generazione dei genitori, al jazz e al primo rock and roll che piaceva alle sorelle maggiori. Sia Ray che suo fratello Dave, più piccolo di circa tre anni, impararono a suonare la chitarra, e si divertivano a suonare insieme brani skiffle e rock and roll.
I due fratelli frequentarono la William Grimshaw Secondary Modern School (che successivamente sarebbe stata accorpata con la Tollington Grammar School diventando Fortismere School), dove formarono una band, il "Ray Davies Quartet", insieme all'amico e compagno di classe di Ray, Pete Quaife, e a John Start. Il loro debutto durante un ballo scolastico venne ben accolto, e la cosa incoraggiò il gruppo a continuare a suonare esibendosi in pub locali e bar della zona. La band cambiò svariate volte cantante solista; il più celebre dei quali a entrare provvisoriamente in formazione fu Rod Stewart, un altro studente della William Grimshaw, che si esibì con il gruppo per brevissimo tempo all'inizio del 1962. Presto Stewart formò un suo proprio gruppo musicale, Rod Stewart and the Moonrakers, che divenne un'alternativa locale al Ray Davies Quartet. Alla fine del 1962, Ray Davies se ne andò da casa per andare a studiare all'Hornsey College of Art. Lì acquisì interesse per il cinema, il disegno, il teatro e per generi musicali come il jazz e il blues. Fece esperienza come chitarrista militando nella Dave Hunt Band, un complesso professionale che suonava brani jazz e R&B. Quindi Davies lasciò la scuola e tornò a Muswell Hill, dove insieme al fratello riformò la vecchia band, cambiando diverse volte il nome della stessa, prima in Pete Quaife Band, in seguito The Bo-Weevils and The Ramrods, per poi decidere (temporaneamente) di chiamarla "The Ravens".
La band emergente assunse ben due manager, Grenville Collins e Robert Wace, e alla fine del 1963 anche l'ex cantante pop Larry Page firmò un contratto come loro terzo impresario. Il produttore discografico americano Shel Talmy iniziò a lavorare con il gruppo, e il promoter dei Beatles, Arthur Howes, venne reclutato per pianificare i concerti dei Ravens. Il gruppo fece parecchie audizioni senza successo per varie etichette discografiche fino al 1964, quando Talmy riuscì a procurare loro un contratto con la Pye Records. Durante questo periodo la band acquisì un nuovo membro, il batterista Mickey Willet; tuttavia, Willet lasciò il gruppo poco tempo dopo la firma del contratto con la Pye. Allora i Ravens invitarono Mick Avory a sostituirlo dopo aver letto un'inserzione da lui messa sul Melody Maker. Avory possedeva una formazione stilistica da batterista jazz, e aveva anche suonato una volta in concerto con i Rolling Stones.
Circa in questo periodo, i Ravens decisero di cambiare definitivamente nome in "The Kinks". Nel corso degli anni, sono state date numerose spiegazioni sulla genesi di questo nome. Secondo Jon Savage: "[Loro] avevano bisogno di qualche gimmick che attirasse l'attenzione su di loro. Quindi, "kinkiness" (devianza), da kinky, termine inglese molto usato all'inizio degli anni sessanta, che indicava un modo eccentrico di essere e di vestire, qualcosa di cattivo ma al limite dell'accettabilità. Nell'adottare "Kinks" come loro nome in quel momento, stavano partecipando al rituale pop dell'epoca di ottenere la celebrità attraverso l'oltraggio". Il Manager Robert Wace racconta invece la sua versione della storia: "Avevo un amico... Lui pensava che il gruppo fosse abbastanza divertente. Se mi ricordo bene, arrivò con quel nome buttando lì l'idea, come un buon modo per avere pubblicità gratis... Quando disse del nuovo nome ai membri della band, loro furono... assolutamente disgustati. Dissero: "Non vogliamo essere definiti dei pervertiti!" La memoria di Ray Davies è in contrasto con il racconto di Wace, ricordando come il nome della band fu coniato da Larry Page, in riferimento al loro eccentrico ("kinky") senso della moda.

### Successo e divieto di tournée in America (1964–1965)

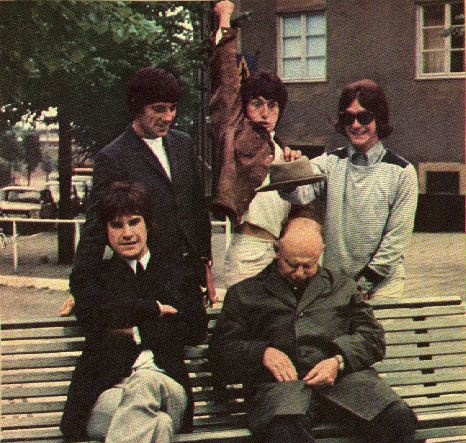
I Kinks in Svezia nel 1965.

Il primo singolo dei Kinks fu una cover di una canzone di Little Richard, Long Tall Sally. Bobby Graham, un amico della band, venne reclutato per suonare la batteria nell'incisione. Egli avrebbe occasionalmente continuato a sostituire Avory in studio, suonando al posto suo nei primi singoli dei Kinks. Long Tall Sally venne pubblicata nel febbraio 1964, ma nonostante gli sforzi pubblicitari, il singolo venne praticamente ignorato da tutti. Quando anche il loro secondo 45 giri, You Still Want Me, si rivelò un flop, la Pye Records pensò seriamente di annullare il contratto stipulato con il gruppo.
Le cose cambiarono con il terzo singolo, You Really Got Me, uscito nell'agosto 1964, che, supportato da una performance del gruppo allo show televisivo Ready Steady Go!, raggiunse velocemente il primo posto della classifica in Gran Bretagna. Importato dall'etichetta discografica statunitense Reprise Records, il singolo entrò anche nella Top 10 statunitense decretando il successo della band. Il poderoso, distorto, ma orecchiabile riff chitarristico della canzone rese ben presto il pezzo uno dei brani più gettonati nei campus studenteschi e si sarebbe rivelato di estrema influenza per la nascita di generi musicali come il garage rock, e successivamente hard rock e heavy metal. Subito dopo l'uscita del fortunato singolo, il gruppo registrò la maggior parte del materiale che sarebbe confluito nel loro album di debutto, intitolato semplicemente Kinks. Costituito in gran parte da cover e riletture di brani tradizionali, il disco venne pubblicato il 2 ottobre 1964, raggiungendo la quarta posizione nelle classifiche britanniche. Il quarto singolo del gruppo, All Day and All of the Night, altro brano originale dai connotati hard rock, fu immesso sul mercato tre settimane dopo, raggiungendo la seconda posizione nel Regno Unito, e la numero sette negli Stati Uniti. I prossimi due 45 giri, Set Me Free e Tired of Waiting for You, furono anch'essi dei successi commerciali, consolidando lo status della band.
Nel gennaio 1965 i Kinks partirono per il loro primo tour in Australia e Nuova Zelanda insieme a Manfred Mann e The Honeycombs. L'intensa attività concertistica portò poi la band ad esibirsi anche con artisti quali The Yardbirds e Mickey Finn. Tensioni interne alla band iniziarono ad emergere dopo una serie di incidenti e una rissa sul palco tra Avory e Dave Davies nel corso di un concerto svoltosi il 19 maggio al Capitol Theatre di Cardiff, in Galles. Alla fine della prima canzone in scaletta, You Really Got Me, Davies insultò Avory e diede un calcio alla sua batteria. Avory rispose colpendo Davies e mandandolo KO, prima di essere trascinato di peso giù dal palco. Davies fu portato al Cardiff Royal Infirmary, dove gli furono applicati alcuni punti in testa. Per tentare di placare la polizia, Avory affermò che la rissa era parte anch'essa dello spettacolo. Dopo un tour negli Stati Uniti, la American Federation of Musicians rifiutò di concedere al gruppo il permesso di esibirsi su suolo statunitense per i successivi quattro anni, mettendo i Kinks definitivamente fuori dal giro nel periodo dell'esplosione a livello mondiale della British invasion. Anche se non venne mai chiarito il motivo ufficiale di tale provvedimento punitivo, è stato ipotizzato che fosse da imputarsi al comportamento rude, selvaggio e maleducato dei membri del gruppo sul palco durante i concerti.
Un periodo di pausa trascorso a Bombay, in India, durante il tour asiatico dei Kinks permise a Davies di comporre la canzone See My Friends, pubblicata come nuovo singolo nel luglio 1965. La traccia è uno dei primi esempi di crossover musicale e una delle prime canzoni pop dell'epoca a recare evidenti tracce dell'influenza della musicale tradizionale indiana.
In studio, le sedute di registrazione del periodo si concentrarono sul prossimo LP della band, Kinda Kinks. Questa volta 10 delle 12 tracce sul disco erano originali e l'album venne completato in circa due settimane. Secondo Ray Davies, la band non rimase particolarmente soddisfatta del disco, ma la pressione da parte della casa discografica rese impossibile rifinire meglio il lavoro come avrebbero voluto.
Un significativo mutamento stilistico ebbe luogo alla fine del 1965, con l'apparizione sul mercato di singoli quali A Well Respected Man e Dedicated Follower of Fashion, come anche del terzo album del gruppo, The Kink Kontroversy, nel quale fece la sua prima comparsata in qualità di session man Nicky Hopkins alle tastiere. Queste registrazioni esemplificarono il progresso dello stile di scrittura di Davies, che passò da brani dall'impianto decisamente hard rock a composizioni più raffinate con testi che trattavano di tematiche sociali, osservazione e studio dei personaggi, il tutto con un caratteristico gusto britannico per il pop barocco.

### Età d'oro (1966–1972)

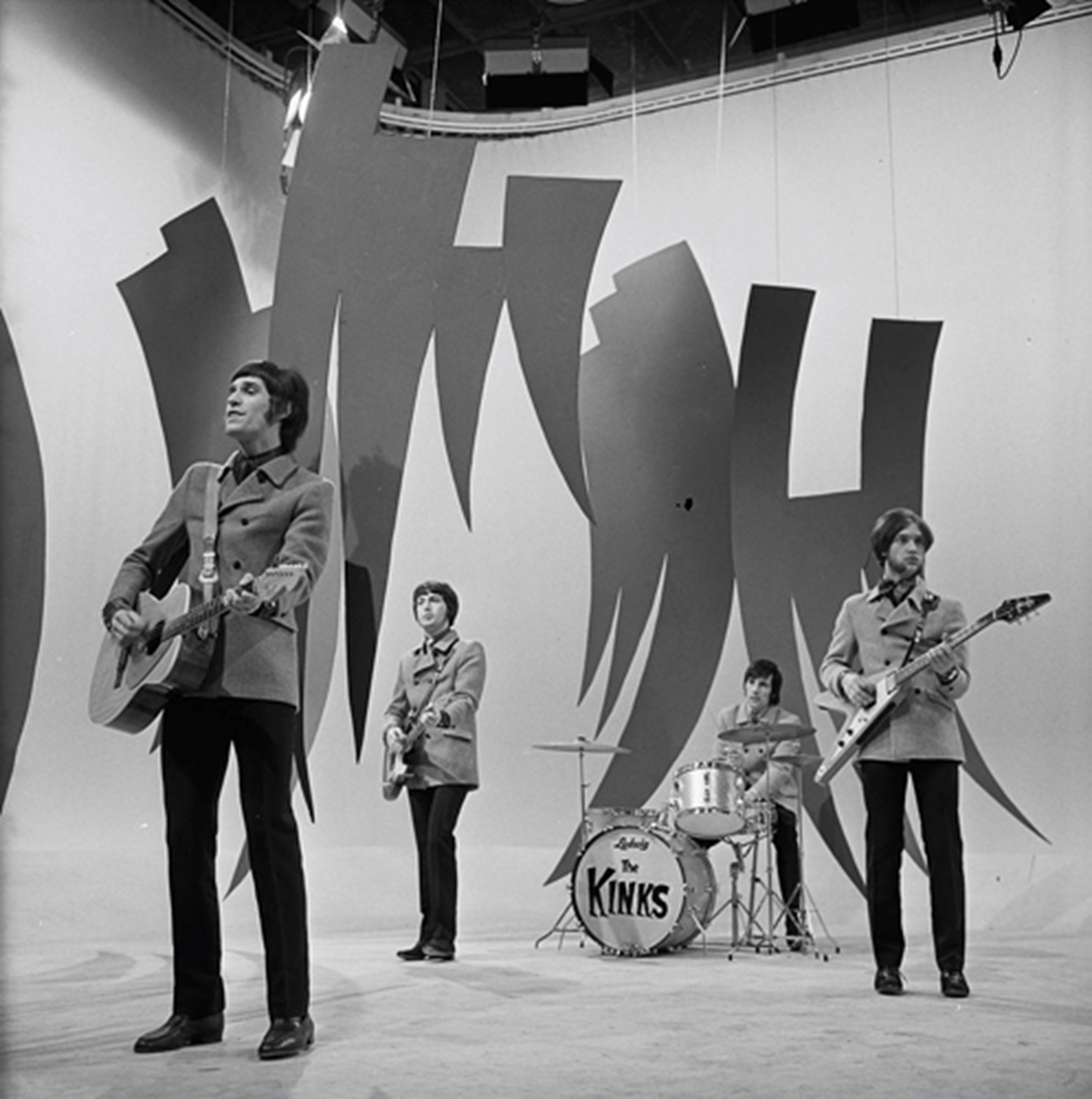
I Kinks nel 1967

Il singolo satirico Sunny Afternoon fu il più grande successo dell'estate 1966 in Gran Bretagna, spodestando dalla cima delle classifiche Paperback Writer dei Beatles, dando inizio a quella che comunemente viene definita "l'età d'oro" dei Kinks, il loro periodo di maggior ispirazione artistica che sarebbe durato fino al 1972. Prima della pubblicazione di The Kink Kontroversy, Ray Davies soffrì di un forte esaurimento nervoso, causato dalle pressioni degli incessanti tour, dalle responsabilità derivanti dall'essere il principale songwriter della band, e da vari problemi legali. Durante i mesi di convalescenza, egli scrisse molte nuove canzoni e stabilì il nuovo corso artistico dei Kinks. Quaife rimase coinvolto in un incidente d'auto, e dopo il suo ricovero in ospedale venne deciso di cessare ogni attività della band per tutto il resto del 1966. Il bassista John Dalton sostituì Quaife fino al suo ritorno nel gruppo alla fine dell'anno.
Il successivo album del gruppo, Face to Face, era pieno di canzoni che descrivevano la vita della gente comune attraverso delicati quadretti narrativi nell'inconfondibile stile di Ray Davies. Hopkins ritornò in queste sessioni per suonare vari strumenti a tastiera, inclusi pianoforte e clavicembalo. Egli suonò anche nei successivi due album della band, prima di unirsi al Jeff Beck Group nel 1968. Face to Face venne pubblicato in Gran Bretagna nell'ottobre 1966, ricevendo una buona accoglienza e posizionandosi alla posizione numero 8 in classifica. Negli Stati Uniti l'album arrivò in dicembre ma, nonostante le aspettative, raggiunse solo la posizione numero 135, inequivocabile segno di un calo di popolarità dei Kinks in America.
Il 45 giri Waterloo Sunset venne pubblicato nel maggio 1967. Il testo del brano descrive due amanti che attraversano un ponte, con pensieri malinconici da parte del narratore che riflette sulla coppia, il Tamigi, e la Waterloo Station, osservando come i due innamorati riescano ad essere felici anche in mezzo allo squallore. Si è spesso detto che il brano fosse un velato riferimento alla storia d'amore tra due celebrità inglesi dell'epoca, gli attori Terence Stamp e Julie Christie. Ray Davies negò assolutamente questa ipotesi nella sua autobiografia e ribadendo nel corso di un'intervista del 2008: «Si trattò di una fantasia su mia sorella e il suo ragazzo che dovettero emigrare per cercare fortuna all'estero». Il singolo fu uno dei maggiori successi dei Kinks in Inghilterra (numero 2 nella classifica di Melody Maker), e nel corso degli anni la canzone si sarebbe rivelata una delle loro composizioni più celebrate ed amate da pubblico e critica.
I brani presenti sull'album del 1967 Something Else by the Kinks, sviluppano ulteriormente i progressi musicali contenuti in Face to Face, aggiungendo influenze di music hall e una diffusa atmosfera "dandy". Dave Davies ottenne un successo da classifica con il brano Death of a Clown da lui composto insieme al fratello Ray. Tuttavia, il riscontro di vendite del disco fu deludente rispetto alle attese.
A partire dall'inizio del 1968, il gruppo smise quasi del tutto di fare concerti, per concentrarsi sul lavoro in sala di registrazione. Il successivo singolo pubblicato dai Kinks, Wonderboy, uscì nella primavera del 1968, stazionando alla posizione numero 36 e diventando il primo singolo della band a non entrare nella UK Top 20 sin dai tempi delle prime cover. Nonostante questo, la canzone divenne una delle preferite da John Lennon dei Beatles. Secondo Ray Davies: «Qualcuno mi disse di aver visto John Lennon in un locale mentre chiedeva continuamente al disc jockey di mettere su Wonderboy, ancora ed ancora». Comunque, l'opinione della band circa il brano non era delle migliori, Pete Quaife affermò in seguito di odiare la canzone e di ritenerla "orribile". A dispetto del calo di popolarità dei Kinks, Davies continuò a portare avanti il suo particolare stile di scrittura caratterizzato da tocchi di sarcasmo e humour tipicamente britannici, e la band continuò anch'essa a seguire il suo leader dedicandosi al prossimo progetto ideato da quest'ultimo, Village Green. Alla fine di giugno, i Kinks pubblicarono il singolo Days, che fornì una boccata d'ossigeno al gruppo rivelandosi un successo minore in patria raggiungendo il dodicesimo posto nella classifica inglese dei singoli.

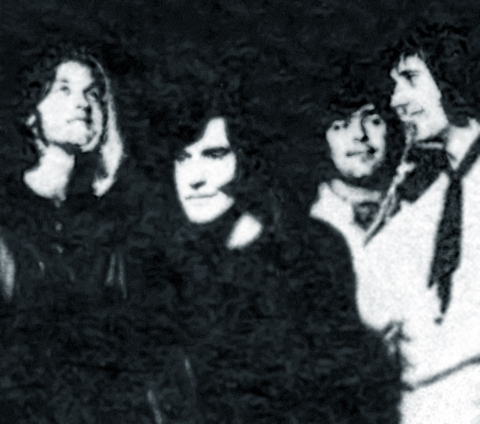
I Kinks nel 1969, poco tempo prima della pubblicazione di Arthur.

Village Green si trasformò infine nel successivo album in studio del gruppo, The Kinks Are the Village Green Preservation Society, pubblicato alla fine del 1968 in Gran Bretagna. Esso era una collezione di vignette a tema prettamente inglese, che tra il serio e il faceto, in pieno "contestatario" 1968 si permetteva di esaltare valori di una volta come la verginità e la vita semplice nelle piccole realtà di campagna. Dal punto di vista musicale il suono acquisisce un carattere "leggero" ed estremamente curato, quasi totalmente privo della durezza elettrica degli esordi, caratterizzato dall'utilizzo di armonie vocali e da notevoli elaborazioni melodiche. Anche se venne accolto da recensioni unanimemente positive sia in Europa che negli Stati Uniti, il lavoro non raccolse il favore del pubblico giovane e fallì del tutto dal punto di vista commerciale. Uno dei fattori principali che contribuirono al flop dell'album, fu la mancanza di un singolo di successo estratto dal disco. Nonostante l'insuccesso, Village Green viene oggi ricordato come una delle opere più sofisticate e riuscite dei Kinks.
All'inizio del 1969, Quaife disse ai compagni di gruppo che aveva deciso di uscire dalla band. Davies e compagni non presero la cosa seriamente, fino a quando un articolo di NME rivelò il nome del nuovo gruppo formato da Quaife per conto suo, i Maple Oak. Il sostituto di Quaife fu John Dalton, una scelta dettata dalla logica in quanto egli aveva già sporadicamente rimpiazzato il bassista in occasioni precedenti. Dalton rimase nei Kinks fino al 1977.
Nell'aprile 1969, Ray Davies andò a Los Angeles, in California, per negoziare la fine del bando di divieto alle esibizioni dei Kinks in America posto dalla American Federation of Musicians nel '65. Il management del gruppo si attivò subito per programmare una tournée negli Stati Uniti, in modo da aiutare a restaurare la popolarità dei Kinks in America. Prima di tornare negli Stati Uniti, i Kinks registrarono un altro album, l'opera rock Arthur (Or the Decline and Fall of the British Empire). Come i precedenti ultimi due album, Arthur era impregnato da capo a fondo da uno stile di scrittura tipicamente inglese. Modesto successo commerciale, venne accolto più favorevolmente dalla stampa musicale statunitense che in patria, dove non entrò nemmeno in classifica. Concepito come una sorta di musical per la televisione britannica, gran parte dell'album ha caratteri autobiografici e tratta di un personaggio centrale dell'infanzia dei fratelli Davies; la sorella Rosie, che era emigrata in Australia nei primi anni sessanta insieme al marito, Arthur Anning, al quale l'"Arthur" protagonista del disco si ispira in maniera evidente. Per l'ennesima volta, nonostante lo scarso riscontro di pubblico dell'epoca, l'album viene oggi visto in retrospettiva come il massimo capolavoro dei Kinks e una delle migliori opere rock mai scritte, per alcuni superiore anche all'acclamato Tommy degli Who. I Kinks partirono per il loro tour in America nell'ottobre 1969. La tournée ebbe complessivamente riscontri deludenti, anche se il gruppo si esibì in contesti importanti quali il Fillmore East e il Whisky a Go Go.

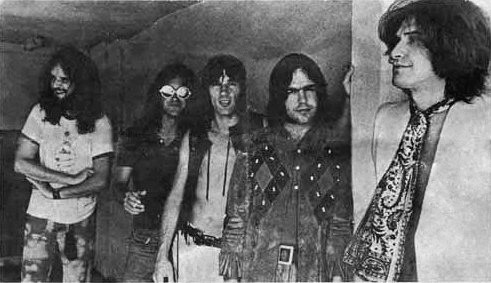
I Kinks nel 1971.

La band aggiunse alla formazione il tastierista John Gosling all'inizio del 1970. Nel maggio settanta Gosling debuttò su disco con i Kinks in occasione del 45 giri Lola, un confuso resoconto delle avventure sentimentali di un travestito, che divenne un successo da classifica sia in Europa sia negli Stati Uniti, riportando i Kinks sotto le luci dei riflettori. Originariamente il testo della canzone conteneva il termine "Coca-Cola", ma a causa della censura del brano da parte della BBC, venne poi sostituito con "Cherry Cola" attraverso un lavoro di sovraincisione effettuato in studio dal gruppo stesso. L'album seguente, Lola Versus Powerman and the Moneygoround, Part One, venne pubblicato nel novembre 1970. Inaspettatamente si rivelò un successo sia di critica che di pubblico, entrando nella Top 40 in America, primo grande successo dei Kinks dalla metà degli anni sessanta. Il disco nell'insieme presenta contenuti molto polemici; Davies se la prende con i manager precedenti della band, con il sindacato americano dei musicisti (responsabile di aver bandito il gruppo dagli States), e con il business musicale in generale. Stilisticamente si nota un netto ritorno alle origini con pezzi rock semplici e incisivi. Dopo il successo di Lola, la band pubblicò Percy nel 1971, album colonna sonora del film comico inglese Il complesso del trapianto. L'album, che consisteva principalmente di brani strumentali, non ricevette critiche positive. La casa discografica statunitense dei Kinks, la Reprise, si rifiutò di pubblicare il disco in America, causando una disputa legale che portò alla fuoriuscita del gruppo dall'etichetta.
Prima della fine del 1971, i Kinks firmarono un nuovo contratto discografico con la RCA Records ricevendo un cospicuo anticipo, che servì alla costruzione dello studio di registrazione personale della band, il "Konk". L'album di debutto su etichetta RCA, Muswell Hillbillies, replicava la formula dei precedenti lavori con influenze provenienti dal music hall introducendo però anche stili musicali prettamente americani come il country e il bluegrass. Spesso definito l'ultimo grande album della band, non riscosse però il successo del precedente. Nel 1972 fu seguito da un doppio album, Everybody's in Show-Biz, costituito da tracce sia in studio che dal vivo registrate durante due serate alla Carnegie Hall. L'album contiene la ballata Celluloid Heroes e la caraibica Supersonic Rocket Ship, ultimi singoli da UK Top 20 dei Kinks per più di un decennio. Celluloid Heroes è un'agrodolce riflessione sulle stelle di Hollywood decedute nella quale il narratore dichiara di aspirare ad una vita da film, "perché gli eroi di celluloide non muoiono mai veramente". L'album riscosse un moderato successo negli Stati Uniti, raggiungendo la posizione numero 47 di Record World e la numero 70 di Billboard.

### Incarnazione teatrale (1973–1976)

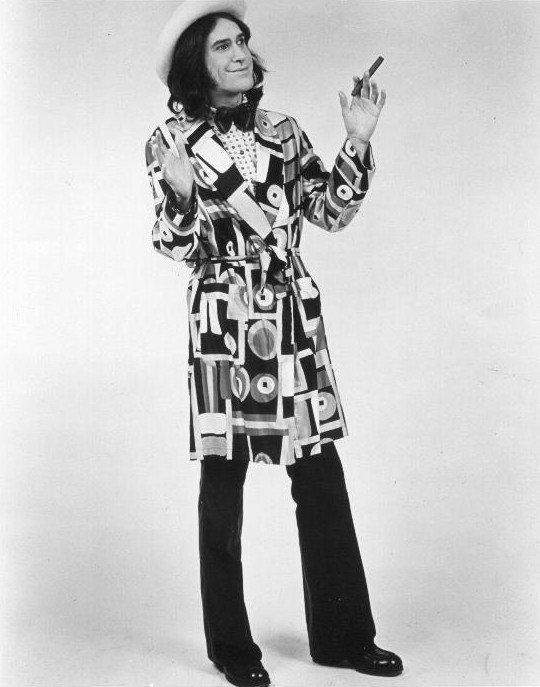
Ray Davies nei panni di Mr. Flash, personaggio protagonista di Preservation Act 1 & 2 (1973-74).

Nel 1973, Ray Davies si orientò verso uno stile molto teatrale, scrivendo opere rock come Preservation, che riprende le gesta di Mr. Flash, il protagonista di Village Green. In contemporanea al progetto Preservation, la formazione dei Kinks si allargò per includere una sezione fiati ed un coro femminile, riconfigurando la band come una sorta di troupe teatrale.
I problemi coniugali di Ray del periodo iniziarono ad influenzare anche l'attività della band, particolarmente quando la moglie, Rasa, prese i figli e se ne andò di casa nel giugno 1973. Davies cadde in un profondo stato di depressione che lo portò anche a meditare di lasciare la band. La situazione sfuggì di controllo durante un concerto al White City Stadium in luglio. Secondo quanto riportato da un giornalista del Melody Maker presente quella sera, "Davies giurò sul palco. Disse davanti a tutto il pubblico del White City che era tremendamente stufo del mondo del business musicale... che tale ambiente lo faceva vomitare... e gli spettatori batterono le mani in segno di approvazione". Al termine dello show, Davies dichiarò di voler lasciare la band. In seguito Ray collassò a causa di un'overdose di droga e venne portato d'urgenza in ospedale.
Con Ray Davies in simili condizioni critiche, si discusse circa l'idea di continuare con Dave in qualità di nuovo frontman, nella peggiore delle ipotesi. Ray riuscì a superare questo difficile momento tornando a tempo pieno a lavorare nel gruppo, ma il successo dei Kinks continuò la sua progressiva fase calante. John Dalton commentò in seguito che quando Davies "decise di tornare a lavorare, egli non pensava stesse davvero meglio, e che divenne una persona diversa da lì in avanti".
Preservation: Act 1 uscì a fine 1973 ricevendo recensioni generalmente pessime, e il suo seguito, Preservation: Act 2, venne pubblicato nel maggio 1974 con altrettanti riscontri negativi. Questo fu il primo album ad essere inciso al Konk Studio; da qui in poi ogni disco dei Kinks sarebbe stato prodotto e registrato lì. I Kinks effettuarono un ambizioso tour negli Stati Uniti alla fine del 1974, adattando la storia di Preservation per i concerti dal vivo.
Successivamente Davies iniziò a lavorare ad un altro progetto per la Granada Television, un musical intitolato Starmaker. Il progetto mutò in breve tempo nel concept album The Kinks Present a Soap Opera, pubblicato nel maggio 1975, nel quale Ray Davies fantastica su cosa succederebbe se una rock star si scambiasse il posto con una persona "normale" che svolge un grigio lavoro d'ufficio. Nell'agosto 1975, i Kinks registrarono il loro ultimo lavoro teatrale, Schoolboys in Disgrace: un'operetta sul tema della scuola. L'opera riscosse un successo moderato, raggiungendo la posizione numero 45 nella classifica statunitense di Billboard. Dopo il termine del contratto con la RCA, i Kinks firmarono per la Arista Records nel 1976. Con l'incoraggiamento della dirigenza dell'Arista, il gruppo tornò ad una più consona formazione a cinque reinventandosi come band arena rock. Durante questo periodo, il gruppo heavy metal Van Halen ottenne un notevole successo con una cover di You Really Got Me, propiziando la rinascita commerciale dei Kinks.

### Ritorno al successo commerciale (1977–1985)

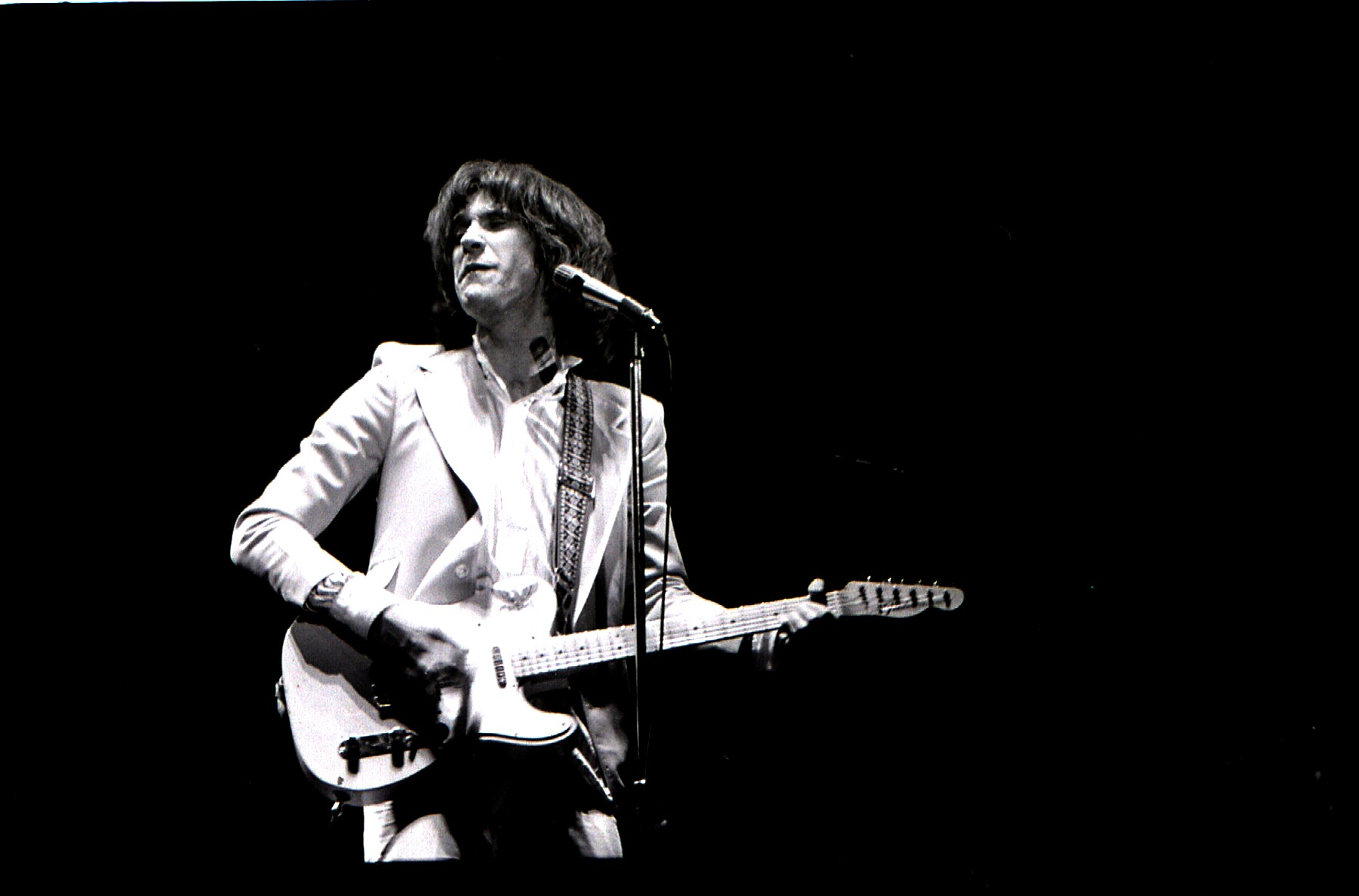
Ray Davies in concerto nel 1977.

John Dalton lasciò la band prima della fine delle sessioni di registrazione per l'album Sleepwalker, venendo sostituito da Andy Pyle per terminare il lavoro e suonare in tour. Il disco segnò un ritorno al successo per la band posizionandosi al numero 21 della classifica di Billboard. Subito dopo la pubblicazione del successivo Misfits, Andy Pyle e John Gosling uscirono dal gruppo per lavorare insieme a progetti separati. Dalton tornò in formazione per portare a termine il tour e l'ex–Pretty Things Gordon John Edwards si unì alla band. Nel maggio 1978, Misfits, secondo album dei Kinks per l'Arista, riscosse un altro buon successo grazie alla canzone inclusa A Rock 'n' Roll Fantasy che si rivelò una hit da Top 40 negli Stati Uniti. Dalton lasciò nuovamente il gruppo alla fine del tour inglese, e Gordon John Edwards presto lo seguì. L'ex bassista degli Argent Jim Rodford entrò a far parte dei Kinks prima dell'inizio della lavorazione dell'album Low Budget, nel quale Ray Davies si occupò di suonare le parti di tastiera. Per il seguente tour venne reclutato il tastierista Ian Gibbons, che presto divenne un membro permanente del gruppo a tutti gli effetti. Nonostante i continui cambi di formazione, la popolarità dei dischi e dei concerti dei Kinks dell'epoca continuò ad aumentare.
Verso la fine degli anni settanta, gruppi come The Jam (David Watts), Pretenders (Stop Your Sobbing, I Go to Sleep) e The Knack (The Hard Way) incisero cover di canzoni dei Kinks, aiutando a mantenere alta l'attenzione verso le nuove uscite della band. Le sonorità hard rock di Low Budget, pubblicato nel 1979, fece ottenere ai Kinks il loro secondo disco d'oro in America arrivando fino all'undicesima posizione in classifica. Nel 1980, il terzo album live del gruppo, One for the Road, procurò loro un altro grande successo (14º posto nella classifica statunitense di Billboard).
L'album seguente, Give the People What They Want, uscì a fine 1981 e raggiunse la posizione numero 15 negli Stati Uniti. Il disco si certificò disco d'oro e contiene due brani di successo quali Better Things e Destroyer. Nella primavera del 1983, la canzone Come Dancing divenne il maggior successo della band in America fin dai tempi di Tired of Waiting for You, piazzandosi al sesto posto in classifica. L'album, State of Confusion, fu un altro successo di vendite (12° in USA), ma, come tutti gli altri dischi dei Kinks dopo il 1967, fallì l'entrata in classifica nel Regno Unito. Dopo il picco di popolarità di State of Confusion, il riscontro di pubblico iniziò lentamente a calare.
In questo periodo, Ray Davies si apprestò a lavorare ad un ambizioso progetto cinematografico intitolato Ritorno a Waterloo, la storia di un pendolare londinese che sogna di essere un serial killer. Il film diede l'opportunità all'attore Tim Roth di interpretare uno dei suoi primi ruoli di rilievo. L'occupazione di Ray nello scrivere e dirigere la pellicola causò tensioni nei rapporti con il fratello Dave. Altro problema era la burrascosa fine della relazione tra Ray Davies e Chrissie Hynde. Inoltre, i vecchi attriti tra Dave Davies e il batterista Mick Avory tornarono in superficie. Davies si rifiutò di lavorare ancora con Avory, e pretese che venisse rimpiazzato da Bob Henrit, ex batterista degli Argent (dei quali era stato membro anche Jim Rodford). Avory lasciò la band, e Henrit prese il suo posto. Ray Davies, ancora in buoni rapporti con Avory, gli chiese di dirigere i Konk Studios. Avory accettò, e continuò a collaborare con i Kinks in qualità di produttore.
Tra il completamento di Return to Waterloo e la fuoriucita di Avory, la band aveva iniziato la lavorazione di Word of Mouth, ultimo album sotto etichetta Arista Records, pubblicato nel novembre 1984. Come risultato Avory era ancora presente in tre brani del disco, con Henrit e una drum machine sulle restanti tracce. La canzone Do it Again, venne pubblicata come singolo nell'aprile 1985, raggiungendo la posizione numero 41 in classifica negli Stati Uniti, ultima occasione nella quale un brano dei Kinks sarebbe entrato nella Billboard Hot 100.

### Declino e scioglimento (1986–1996)

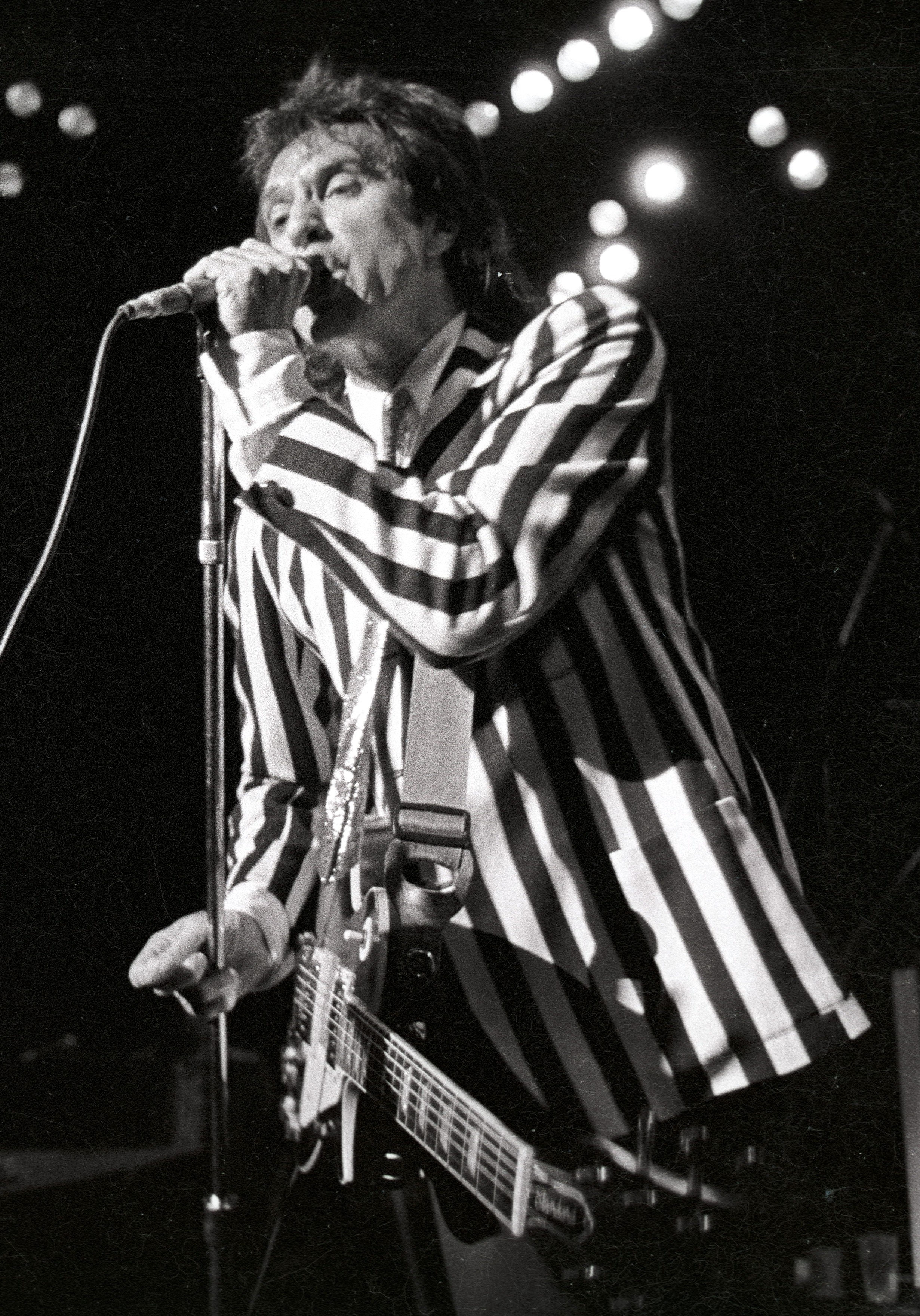
Ray Davies in concerto a Bruxelles (1985).

All'inizio del 1986, il gruppo firmò un contratto con la MCA Records negli Stati Uniti e con la London Records per il mercato europeo. Il primo album per le nuove etichette, Think Visual, riscosse un successo moderato (81º posto in USA). Nel 1989 fu la volta dell'album UK Jive, un flop commerciale (122° in USA). La MCA Records scaricò il gruppo, lasciando i Kinks senza una casa discografica per la prima volta in carriera. Ian Gibbons lasciò la band e fu rimpiazzato da Mark Haley.
Nel 1990, i Kinks furono introdotti nella Rock & Roll Hall of Fame. Mick Avory e Pete Quaife presenziarono anch'essi alla cerimonia, che tuttavia non servì a resuscitare la carriera della band. I Kinks firmarono per la Columbia Records e nel 1991 pubblicarono un EP con cinque canzoni intitolato Did Ya, che passò quasi del tutto inosservato.
Phobia, ultimo disco in studio dei Kinks, passò una sola settimana di permanenza nella classifica di Billboard alla posizione numero 166; sparendo presto dalla circolazione. Infine, nel 1994 anche la Columbia scaricò la band rescindendo il contratto. Nello stesso anno, il gruppo pubblicò nel Regno Unito l'album dal vivo To the Bone con la propria etichetta privata Konk. Due anni dopo la band ne pubblicò anche una versione riveduta e corretta per il mercato statunitense con l'aggiunta di due brani inediti. Dato l'ennesimo mancato riscontro, i Kinks decisero di sciogliersi.

### Possibile reunion (2018–presente)
Nel 2018, dopo anni di voci smentite su una possibile reunion a causa dei cattivi rapporti tra i due fratelli Davies e la difficile relazione tra il batterista Mick Avory e Dave, Ray e Dave Davies annunciarono di stare lavorando per ricostituire la band. Tuttavia, alcuni commenti fatti da entrambi i fratelli Davies nel 2020 e 2021 indicarono che negli anni trascorsi dall'annuncio iniziale, sono stati fatti pochi progressi circa un'effettiva reunion dei Kinks per incidere un nuovo album in studio.

## Discografia
- 1964 - Kinks
- 1965 - Kinda Kinks
- 1965 - The Kink Kontroversy
- 1966 - Face to Face
- 1967 - Something Else by the Kinks
- 1968 - The Kinks Are the Village Green Preservation Society
- 1969 - Arthur (Or the Decline and Fall of the British Empire)
- 1970 - Lola Versus Powerman and the Moneygoround, Part One
- 1971 - Percy
- 1971 - Muswell Hillbillies
- 1972 - Everybody's in Show-Biz
- 1973 - Preservation: Act 1
- 1974 - Preservation: Act 2
- 1975 - The Kinks Present a Soap Opera
- 1976 - Schoolboys in Disgrace
- 1977 - Sleepwalker
- 1978 - Misfits
- 1979 - Low Budget
- 1981 - Give the People What They Want
- 1983 - State of Confusion
- 1984 - Word of Mouth
- 1986 - Think Visual
- 1989 - UK Jive
- 1993 - Phobia

## Lascito artistico
I Kinks sono considerati uno dei gruppi rock più importanti ed influenti degli anni sessanta. Nonostante la loro fama, almeno in Italia, non sia mai stata pari a quella di loro connazionali contemporanei come Beatles, Rolling Stones, The Who, ecc. è impossibile sminuire la loro importanza nella storia della musica leggera del Novecento. Stephen Thomas Erlewine definì i Kinks "una delle band più influenti della British invasion". Artisti influenzati dai Kinks includono gruppi punk rock come Ramones, The Clash, e The Jam, band heavy metal quali Van Halen, artisti poliedrici come David Bowie, gruppi glam rock e, soprattutto, gruppi britpop come Oasis, Blur e Pulp. In particolare Pete Townshend, chitarrista degli Who, ammise di aver molto subito l'influsso della sonorità del gruppo dei fratelli Davies: "I Kinks erano... totalmente inglesi. Ho sempre pensato che Ray Davies avrebbe dovuto ricevere una laurea in lettere per la sua poesia. Lui inventò un nuovo tipo di poesia e una nuova forma di linguaggio per la scrittura pop che mi influenzò moltissimo fin dall'inizio." Il critico Jon Savage scrisse che inoltre non era possibile negare l'influenza dei Kinks di fine anni sessanta su gruppi psichedelici americani come "Doors, Love e Jefferson Airplane". Il critico rock Piero Scaruffi così descrive la band dei fratelli Davies: "Lungi dall'essere un semplice complesso di Mersey-beat, i Kinks furono una piccola istituzione della società britannica, della quale hanno in fondo continuato la secolare tradizione di auto-critica. Ray Davies, instancabile confezionatore di minuziose trascrizioni e di vignette umoristiche, fu un Balzac e un Dickens del rock, satirico e sentimentale, comico e malinconico, nostalgico ed affettuoso". Il regista statunitense Wes Anderson si è dichiarato un grande fan della band inglese inserendo peraltro diversi brani nei suoi film; la one-man band italiana I Cani, alias Niccolò Contessa, ha dedicato a Wes Anderson una canzone nella quale viene per l'appunto citata la mania del regista per i Kinks nel verso: "Vorrei vivere in un film di Wes Anderson // Inquadrature simmetriche e poi partono i Kinks".
Infine, il musicologo Joe Harrington ha descritto l'influenza dei Kinks sullo sviluppo di generi musicali quali hard rock e heavy metal: "You Really Got Me, All Day and All of the Night e I Need You erano tutti brani predecessori dell'intero "movimento dei tre accordi"... I Kinks contribuirono molto alla trasformazione dal "rock 'n' roll" delle origini (Jerry Lee Lewis) al "rock" (Led Zeppelin, Black Sabbath, The Stooges)".

## Stile musicale
Inizialmente i Kinks rientravano nell'area dei gruppi beat della british invasion che suonavano brani R&B e blues, ma ben presto iniziarono a sperimentare con una tipologia di rock più pesante e sonorità hard rock diventando dei pionieri in quel campo, tanto da essere definiti in retrospettiva "i punk originali". Dave Davies si stancò presto del tradizionale stile chitarristico "pulito" dell'epoca; e si mise in cerca di un suono più potente e aggressivo, che accidentalmente trovò forando il suo amplificatore marca Elpico (soprannominato "piccolo ampli verde"): «Iniziai a sentirmi veramente frustrato dal suono del mio amplificatore, e dissi, so cosa fare! Ti buco! Presi una lametta Gillette e tagliai [...] [dal centro verso l'alto] l'amplificatore... quindi era tutto tagliato ma ancora funzionante, ancora intatto. Provai a suonare e il suono mi sembrò fantastico». Il particolare sound dell'amplificatore forato venne replicato in studio di registrazione: l'Elpico venne collegato ad un grosso Vox AC30, e il risultato fu un effetto potente e distorto che divenne il marchio di fabbrica dei primi Kinks, come nelle celeberrime You Really Got Me e All Day and All of the Night.
Tuttavia, il gruppo abbandonò presto anche queste sonorità R&B e hard rock. Dal 1966 in poi, i Kinks si fecero conoscere per la loro aderenza e rispetto della tradizione musicale e culturale inglese, durante un periodo nel quale molti altri gruppi britannici guardavano agli Stati Uniti abbracciando stili musicali come il blues, il R&B, e il pop. Ray Davies ricorda che in un preciso momento del 1965 decise di escludersi dal mercato americano, per scrivere canzoni maggiormente introspettive ed intelligenti: «Decisi di voler utilizzare di più le parole, per dire delle cose. Scrissi A Well Respected Man. Che è la mia prima canzone nella quale il testo avesse una reale importanza... [inoltre] abbandonai del tutto ogni tentativo di americanizzare il mio accento». In seguito i Kinks espansero le proprie influenze musicali inglobando nel loro sound anche elementi di music hall, vaudeville, e folk, dando forma ad una delle più importanti ed influenti tipologie di musica del periodo.
A partire da Everybody's in Show-Biz (1972), Ray Davies iniziò ad esplorare uno stile di scrittura più teatrale; focalizzandosi sulla composizione di opere rock come gli album Preservation Act 1 & 2 (1973-74) e Schoolboys In Disgrace (1976). I Kinks riscossero pochi consensi con questi lavori concettuali, e tornarono ad una forma rock più tradizionale per la restante parte degli anni settanta. Sleepwalker (1977), che decretò il ritorno al successo commerciale per la band, è connotato da sonorità mainstream, con produzioni relativamente semplici che sarebbero diventate la norma negli anni successivi. La band tornò all'hard rock con l'album Low Budget (1979), continuando in quel genere per tutta la restante parte di carriera.

## Formazione
- Ray Davies - voce, chitarra ritmica (1964-1996; 2018-presente)
- Dave Davies - voce, chitarra solista (1964-1996; 2018-presente)
- Mick Avory - batteria (1964-1984; 2018-presente)

Ex membri
- Pete Quaife - basso (1964-1969)
- John Dalton - basso (1969-1976; 1978)
- Andy Pyle - basso (1976-1978)
- Jim Rodford - basso (1978-1996)
- Bob Henrit - batteria (1984-1996)
- John Gosling - tastiere (1970-1978)
- Gordon John Edwards - tastiere (1978)
- Ian Gibbons - tastiere (1979-1989; 1993-1996)
- Mark Haley - tastiere (1989-1993)

## Reinterpretazioni da parte di altri artisti
- Una cover di All Day and All of the Night versione metal è stata inserita nell'album di esordio Time Tells No Lies del gruppo Praying Mantis (1981)
- Apeman è stata inserita da Fish nell'album Songs from the Mirror (1993).
- Till the End of the Day è stata incisa in italiano (con il titolo Nessuno potrà ridere di lei) dai Pooh, nel loro primo album Per quelli come noi.
- Days e Death of a Clown sono state interpretate dai Nomadi nell'album I Nomadi (1968), col titolo di Un figlio dei fiori non pensa al domani e Insieme io e lei.
- A Well Respected Man è stata utilizzata nella colonna sonora del film Juno.
- You Really Got Me è stata utilizzata come colonna sonora della serie tv Romanzo Criminale 2. Il gruppo californiano dei Van Halen la incluse in versione Hard rock nel loro primo album omonimo (1978).
- Di Where Have All the Good Times Gone David Bowie realizzò una cover per l'album Pin Ups; successivamente è stata anch'essa reinterpretata dai Van Halen che l'hanno inserita in Diver Down (1982). Lo stesso Bowie registrò anche una cover del brano Waterloo Sunset durante le sessioni per l'album Reality del 2003. La sua versione fu inserita come bonus track nella versione estesa dell'album.
- Tired of Waiting for You è stata interpretata dal gruppo statunitense The Flock con una pregevole introduzione al violino di Jerry Goodman (successivamente membro della Mahavishnu Orchestra) nel loro omonimo album d'esordio ed è stata incisa dall'Equipe 84 col titolo Sei felice nel 1965. Successivamente la traccia è stata ripresa dai Green Day che la pubblicarono sull'album Shenanigans del 2002.
- A Well Respected Man è stata rifatta in italiano dapprima negli anni sessanta dai Pops col titolo di Un uomo rispettabile, successivamente da Gli Avvoltoi negli anni ottanta.
- Sunny Afternoon è stata reinterpretata da Kelly Jones degli Stereophonics.
- All Day and All of the Night e Sunny Afternoon sono presenti nella colonna sonora del film I love Radio Rock
- Everybody's Gonna Be Happy è stata oggetto di cover da parte dei Queens of the Stone Age nell'album Songs for the Deaf.
- Sunny Afternoon è stata incisa in italiano dai Nuovi Angeli nel 1966 con il titolo L'Orizzonte è azzurro anche per te.
- David Watts, è stata incisa dai Jam, il gruppo capitanato da Paul Weller, ed inclusa nel loro terzo album All Mod Cons (1978).
- Andy Taylor inserì la canzone Lola nel suo album di cover Dangerous (1990)
- The Raincoats inserirono la cover di Lola nell'omonimo album di esordio del 1979.
- I Natural Born Hippies, band danese, inserirono nell'album Popshit (1999) la cover di Lola.